# Нижнее Приангарье
Ни́жнее Прианга́рье — регион Красноярского края, объединяющий пять районов, расположенных в нижнем течении Ангары и среднем течении Енисея, к северу и северо-востоку от Красноярска.
К Нижнему Приангарью относят Енисейский, Богучанский, Кежемский, Мотыгинский, Северо-Енисейский районы и три города — Енисейск, Лесосибирск и Кодинск.
Площадь территории — около 260 тысяч км². Численность населения — около 230 тысяч человек.

## Географическое, экономическое положение
Нижнее Приангарье объединяет следующие административные районы Красноярского края:
- Енисейский район (центр г. Енисейск)
- Богучанский район (центр п. Богучаны)
- Кежемский район (центр — г. Кодинск).
- Мотыгинский район (центр — п. Мотыгино)
- Северо-Енисейский район (центр — п.г.т. Северо-Енисейский)

Города краевого подчинения:
- Енисейск
- Лесосибирск

Юридически подобное объединение районов никак не зафиксировано.
Основу промышленности Нижнего Приангарья составляют отрасли лесопромышленного комплекса и цветная металлургия (добыча золота, свинцово-цинковых руд).
Существующая транспортная инфраструктура Нижнего Приангарья и дефицит электроэнергии сдерживают развитие промышленного производства.
Регион разделён водными артериями Ангары и Енисея на части, между которыми нет транспортного сообщения (автомобильного, железнодорожного). Отсутствует мост Енисей (мост через Ангару был сдан в 2011 году), города и районы связаны только водным сообщением (в период навигации) и паромной переправой через эти реки. Также нет дорог с асфальтовым покрытием в Богучанском, Кежемском, Мотыгинском и Северо-Енисейском районах.
Существующие линии электропередачи в части территории полностью загружены, некоторые находится в аварийном состоянии. Дефицит электроэнергии в регионе оценивается в 120 МВт.

## Основные предпосылки развития Нижнего Приангарья
- Регион располагает значительными запасами бокситов (Чадобецкое месторождение), железной руды (Нижнеангарская и Тагарская группы месторождений), золота (Олимпиадинское, Ведугинское, Советское, Васильевское месторождения), магнезитов (Киргитейское месторождение), ниобия (Татарское, Чуктуконское месторождения), свинца (Горевское месторождение), сурьмы, талька. По золоту и свинцу Нижнее Приангарье является крупнейшей сырьевой базой страны
- Имеется большой потенциал в нефтегазовой отрасли. Основные месторождения (Юрубчено-Тохомская группа) находятся в южной части Эвенкийского района, непосредственно прилегающей к Нижнему Приангарью.
- В Нижнем Приангарье сосредоточены большие лесные ресурсы (около 30 млн га).

### Проект развития Нижнего Приангарья
Решению проблем региона должна способствовать реализация инвестиционного проекта «Комплексное развитие Нижнего Приангарья».
Проект был разработан по заказу Администрации Красноярского края при поддержке Министерства экономического развития и торговли РФ.
Консалтинговое обеспечение осуществлено Институтом региональной политики. В июне 2006 года заявка была одобрена МЭРТ.
Институтом Урбанистики разработана Схема территориального планирования Нижнего Приангарья, в которой определены перспективы градостроительного развития территории, комплексная характеристика природных условий и ресурсов, сформированы предложения по развитию системы расселения, промышленности, транспортной и энергетической инфраструктуры.

### Цели проекта
- ликвидировать дотационность Нижнего Приангарья;
- укрепление промышленного потенциала Нижнего Приангарья на основе создания и развития транспортной и энергетической инфраструктуры;
- освоение природных ресурсов и строительство промышленных объектов на принципах государственно-частного партнерства.

Развитие транспортной инфраструктуры в рамках инвестиционного проекта взаимосвязано с развитием энергетической инфраструктуры:
- Завершение строительства Богучанской ГЭС в Кежемском районе мощностью 3000 МВт., которая станет нижней ступенью каскада электростанций на Ангаре;
- Реконструкция и строительство участков автодороги Канск — Абан — Богучаны — Кодинск;
- Строительство моста через р. Ангару на автомобильной дороге Богучаны — Юрубчен — Байкит в районе дер. Ярки;
- Строительство железнодорожной линии Карабула — Ярки в Богучанском районе;
- Строительство подстанции «Ангара» 500/220 кВ в районе п. Карабула;
- Строительство линий электропередачи от подстанции Камала-1 до строящейся Богучанской ГЭС через ПС «Ангара».

Реализация проектов в сфере развития инфраструктуры и электроэнергетики даст толчок к развитию в регионе энергоёмких производств. Прежде всего, это алюминиевый завод в Богучанском районе, целлюлозно-бумажные комбинаты — в Кежемском районе и в Лесосибирске. В дальнейшем планируется строительство в Нижнем Приангарье цементного завода. Реализация проектов в сфере развития транспортной инфраструктуры позволит активно осваивать лесные ресурсы правобережья Ангары и нефтегазовые месторождения на юге Эвенкии.
Срок реализации проекта — 2006—2015 годы.
30 сентября 2011 года открыто движение по мосту через Ангару.

### Участники проекта
- Корпорация развития Красноярского края;
- Русский алюминий;
- Федеральная гидрогенерирующая компания;
- Внешэкономбанк.

### Критика проекта
Поначалу Нижнее Приангарье предполагалось сделать модельной территорией, на примере которой было бы ясно видно, как скоординированные инвестиции государства и частного бизнеса приводят не только к созданию новых производств, но и к повышению уровня жизни и социального развития региона. Однако итоговый вариант (программа «Комплексное развитие Нижнего Приангарья»), разработанный московским Институтом региональной политики, с точки зрения критиков проекта, обслуживает уже по преимуществу интересы крупного бизнеса. Программа направлена прежде всего на удовлетворения спроса мощных производств в дешёвой электроэнергии. Поэтому центральными объектами программы стали Богучанская ГЭС и Богучанский алюминиевый завод.
Критики проекта указывают, что в настоящее время освоение Нижнего Приангарья направлено исключительно на добычу и вывоз сырья, база которого будет полностью истощена через несколько десятилетий. По их мнению, даже название инвестиционного проекта («Комплексное развитие Нижнего Приангарья») не соответствует действительности, поскольку не существует никакой программы именно комплексного развития территории: существуют только отдельные крупные промышленные проекты, никак не подкреплённые общими экологическими, социальными и экономическими программами, направленными на развитие малого и среднего бизнеса региона, развитие сельского хозяйства, здравоохранения и образования, ЖКХ.
Обсуждение проблем промышленного освоения Нижнего Приангарья с участием представителей крупного бизнеса и общественных организаций регулярно проходит в Красноярске в формате круглых столов под эгидой рабочей группы по экологическим правам Совета при Президенте РФ по правам человека и развитию гражданского общества. 28 ноября 2011 года состоялся круглый стол «Инвестиционные проекты Нижнего Приангарья: путь к инновационной или сырьевой модели развития?», а 18 февраля 2012 года — «Эколого-экономические аспекты инвестиционных проектов развития Восточной Сибири (на примере Нижнего Приангарья)».